# Ronny Listner
Ronny Listner (ur. 20 lipca 1978 w Chemnitz) – niemiecki bobsleista, brązowy medalista mistrzostw świata.

## Kariera
Największy sukces w karierze osiągnął w 2008 roku, kiedy wspólnie z Matthiasem Höpfnerem, Alexem Mannem i Thomasem Pöge zdobył brązowy medal w czwórkach podczas mistrzostw świata w Altenbergu. Był też między innymi siódmy na mistrzostwach świata w Königssee w 2011 roku i rozgrywanych dwa lata później mistrzostwach świata w St. Moritz. W 2010 roku wystartował na igrzyskach olimpijskich w Vancouver, gdzie jego osada zajęła czwarte miejsce w czwórkach.